# داچ لیدی
داچ لیدی (انگلیسی: Dutch Lady) شرکت صنایع غذایی مالزیایی است، که در سال ۱۹۶۳ تأسیس شد.